# バガス・アディ・ヌグロホ
バガス・アディ・ヌグロホ（Bagas Adi Nugroho、1997年3月8日 - ）は、インドネシア・ジョグジャカルタ出身のサッカー選手。ポジションは主にディフェンダー。

## 来歴
2016年6月に訪日し、いわきFC、水戸ホーリーホック及びFC東京U-23のトライアルに臨んだ。契約には至らなかったものの、日本で相手からボールを奪うためのスタミナやパワーの使い方を学ぶことができたと語る。同年のU-19代表では主将を担った。
2017年3月、ミャンマーとの親善試合で国際Aマッチに初出場。

## 代表歴
- 2017年3月21日：国際Aマッチ初出場 - 親善試合 vs ミャンマー (Pakansari Stadium)

### 出場大会など
- 2014年：AFF U-19選手権2014 (グループリーグ敗退)
- 2016年：AFF U-19選手権2016 (グループリーグ敗退)
- 2017年：AFC U-23選手権2018 (予選)

### 試合数
- 国際Aマッチ 4試合 0得点

| インドネシア代表 | 国際Aマッチ | 国際Aマッチ |
| 年               | 出場        | 得点        |
| ---------------- | ----------- | ----------- |
| 2017             | 4           | 0           |
| 通算             | 4           | 0           |

## タイトル

### クラブ
U-21スリウィジャヤ
- インドネシア・スーパーリーグU-21: 2012-13[6]

アレマ
- インドネシア・プレジデンツカップ: 2017[7], 2022

### 代表
U-23インドネシア代表
- AFF U-22ユース選手権: 2019[8]
- 東南アジア競技大会 銀メダル: 2019[9]